# Lingulatus christae
Espèce
Synonymes
- Otacilia christae Jäger & Wunderlich, 2012

Lingulatus christae est une espèce d'araignées aranéomorphes de la famille des Phrurolithidae.

## Distribution
Cette espèce est endémique de la province de Luang Prabang au Laos,.

## Description
Le mâle holotype mesure 2,2 mm.

## Systématique et taxinomie
Cette espèce a été décrite sous le protonyme Otacilia christae par Jäger et Wunderlich en 2012. Elle est placée dans le genre Lingulatus par Mu et Zhang en 2022.

## Étymologie
Cette espèce est nommée en l'honneur de Christa Laetitia Deeleman-Reinhold.

## Publication originale
- Jäger & Wunderlich, 2012 : « Seven new species of the spider genus Otacilia Thorell 1897 (Araneae: Corinnidae) from China, Laos and Thailand. » Beiträge zur Araneologie, vol. 7, p. 251-271 & 352-357.